# Ніцович Марія Василівна
Марія Василівна Ніцович (15 липня 1932, с. Попівці — 14 жовтня 1995, м. Чернівці) — український вчений-фізик, кандидат фізико-математичних наук, доцент Чернівецького державного університету, педагог.

## Життєпис
Народилася в с. Попівці (тепер — Кременецький район Тернопільської області) в селянській родині середньої заможності Василя Семеновича Кононіва та Щирби Анастасії Єфремівни. З приходом більшовиків батьків загнали в колгосп, де мати працювала на тваринницькій фермі, а батько — на будівництві.
У 1938 році розпочала навчання в початковій школі с. Кокорів, що за 2 км від с. Попівці. Під час німецької окупації проживала з батьками в с. Попівці. Після закінчення війни поновила навчання у школі. Середню школу № 3 в м. Кременець закінчила в 1949 році. В цьому ж році вступила на фізико-математичний факультет Чернівецького державного університету.
У 1954 році з відзнакою закінчила ЧДУ і була рекомендована в аспірантуру. В цьому ж році вступила до аспірантури при кафедрі фізики напівпровідників, навчання в якій закінчила в 1957 році. З 07 жовтня 1957 р. прийнята на посаду асистента кафедри теоретичної фізики ЧДУ.

## Наукова та викладацька діяльність
26 квітня 1960 року захистила кандидатську дисертацію на тему: «Теорія діамагнетизму електронного газу в металах», а 23 липня 1960 року ВАК СРСР присвоїв М. Ніцович вчену ступінь кандидата фізико-математичних наук.
З вересня 1960 переведена на посаду старшого викладача кафедри теоретичної фізики. У 1962 року по конкурсу обрана на посаду доцента кафедри теоретичної фізики, а 04 грудня 1964 року рішенням ВАК СРСР присвоєне вчене звання доцента по кафедрі «теоретична фізика». З 1962 року шість разів обиралася по конкурсу на посаду доцента каф. теоретичної фізики на новий термін. Працювала доцентом кафедри теоретичної фізики ЧНУ 32 роки поспіль до 30.06.1994 року.
М. В. Ніцович була чудовим лектором. Вона багато років викладала такі загальні курси для студентів фізиків: «Квантова механіка», «Статистична фізика», «Вторинне квантування», «Математична фізика», «Атомна фізика». Крім цього, М. В. Ніцович читала спецкурси: «Теорія екситонів», «Діаграмна техніка», «Теорія функцій Гріна», «Метод квазічастинок в теорії твердого тіла», «Методи теорії груп в фізиці твердого тіла». Підготувала методичний посібник для лабораторних занять: «Метод теорії груп».
Одним з напрямків наукових досліджень М. Ніцович після захисту кандидатської дисертації було дослідження природи анізотропії терморушійної сили (термоерс) в напівпровідниках і вплив зовнішніх полів включаючи поле пружної деформації на анізотропію термоерс. Необхідно зазначити, що ці дослідження стали класичними і не втратили свого наукового і особливо прикладного значення і в наш час. В науковому доробку М. Ніцович 77 наукових робіт, які опубліковані в провідних наукових журналах і доповідалися на багатьох наукових конференціях.

## Публікації
- К вопросу о рассеивании на диполях. Ницович М. В., Самойлович А. Г. Физика твердого тела, 1963, т. 5, в.10, с.2981.
- Полупроводниковая электроника. Справочник. П. И. Баранский, В. П. Клочков, И. В. Потыкевич. — «Наукова думка», К. — 1975.
- Physics of Thermoelectricity. Volume 1. L. I. Anatychuk. Institute of Thermoelectricity Kyiv, Chernivtsi, 1998. — p.5.

## Родина
Батько — Кононів Василь Семенович, (05.08.1897 с. Попівці — 15.12.1957 с. Попівці), мати — Анастасія Єфремівна (Щирба) Кононів (25.10.1912, с. Попівці — 04.01.2003 с. Попівці), брат — Федір Васильович Кононів (08.12.1936, с. Попівці, живе в Ів.-Франківську), сестра Ганна Василівна (Кононів) Хмелюк (21.10.1939, с. Попівці — 23.09.2010, Львів). Чоловік — Ніцович Володимир Михайлович (08.02.1931, м. Снятин, Ів.-Франківська обл. — 09.08.1986, Чернівці) — доктор фіз-мат наук, доцент кафедри теор. фізики ЧДУ. Діти: син Василь (1958—2022), дочка Оксана (1962—2002).